# Mongausy
Mongausy település Franciaországban, Gers megyében. Lakosainak száma 90 fő (2022. január 1.). Mongausy Gaujac, Montamat, Pellefigue, Saint-Élix, Saint-Martin-Gimois, Saint-Soulan és Saramon községekkel határos.

## Népesség
A település népességének változása:
| Lakosok száma | 83   | 77   | 75   | 76   | 74   | 74   | 75   | 84   | 88   | 90   |
|               | 1968 | 1982 | 1990 | 2006 | 2013 | 2015 | 2017 | 2019 | 2020 | 2022 |